# کرمینه مخچه‌ای
کرمینه مخچه‌ای (به انگلیسی: Cerebellar Vermis) (کلمه vermis در لاتین به معنای «کرم» است)، در ناحیه قشری-هسته‌ای داخلی مخچه، در حفره کرانیال قدامی قرار دارد. شکاف اولیه کرمینه، به صورت شکمی-خارجی (شکمی-جانبی)، به سمت سطح مخچه انحناء پیدا کرده و آن را به لوب‌های قدامی و خلفی تقسیم‌بندی می‌کند. کرمینه از نظر عملکردی همراه با وضعیت بدن و تحرک آن مرتبط است. کرمینه در موقعیت نخاعی-مخچه‌ای قرار گرفته و اطلاعات حسی پیکری ورودی را از سر و بخش‌های پروگزیمال بدن، از مسیرهای صعودی طناب نخاعی، دریافت می‌کند.
مخچه به صورت روسترو-کودال (سری-دمی) تکوین پیدا می‌کند، به گونه ای که نواحی سری (روسترو) خط مرکزی، تبدیل به کرمینه شده و نواحی دمی (کودال) آن به نیم‌کره‌های مخچه‌ای تکوین پیدا می‌کنند. کرمینه با ۴ ماه تکوین پیش-تولدی، کاملاً ورقه‌ای شده، درحالی که تکوین نیم‌کره‌ها ۳۰–۶۰ روز به تأخیر می‌افتد پس از تولد، رشد و تکثیر و سازماندهی اجزاء سلولی مخچه ادامه یافته و در ۷ ماهگی عمر نوزاد، الگوی ورقه‌ای تکمیل گشته و مهاجرت، رشد و تکثیر و درختی شدن نهایی نورون‌های مخچه‌ای، در ۲۰ ماهگی صورت می‌پذیرد.

## نگارخانه

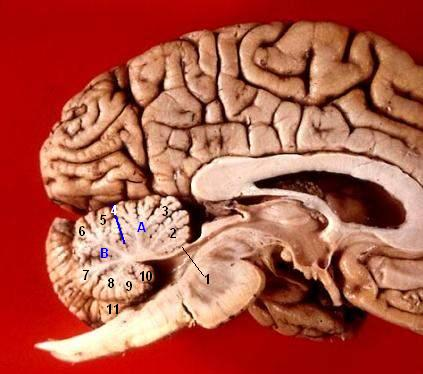

## ارجاعات
1. ↑  Coffman, K. a, Dum, R.P. & Strick, P.L. (2011). "Cerebellar vermis is a target of projections from the motor areas in the cerebral cortex". Proceedings of the National Academy of Sciences of the United States of America. 108 (38): 16068–16073. Bibcode:2011PNAS..10816068C. doi:10.1073/pnas.1107904108. PMC 3179064. PMID 21911381.{{cite journal}}:  نگهداری یادکرد:نام‌های متعدد:فهرست نویسندگان (link)
2. ↑  Cho, K. H.; Rodriguez-Vazquez, J. F.; Kim, J. H.; Abe, H.; Murakami, G.; Cho, B. H. (2011). "Early fetal development of the human cerebellum". Surgical and Radiologic Anatomy. 33 (6): 523–530. doi:10.1007/s00276-011-0796-8. PMID 21380713. S2CID 25451924.
3. ↑  Parisia, M.; Dobynsb, W. (2003). "Human malformations of the midbrain and hindbrain: review and proposed classification scheme". Molecular Genetics and Metabolism. 80 (1–2): 36–53. doi:10.1016/j.ymgme.2003.08.010. PMID 14567956.
4. ↑  J.D. Loeser; R.J. Lemire; J. Alvord (1973). "The development of the folia in the human cerebellar vermis". Anat. Rec. 173 (1): 109–114. doi:10.1002/ar.1091730109. PMID 5028060.
5. ↑  D. Goldowitz; K. Hamre (1998). "The cells and molecules that make a cerebellum". Trends Neurosci. 21 (9): 375–382. doi:10.1016/S0166-2236(98)01313-7. PMID 9735945. S2CID 41916018.